# Álbuns número um no Brasil em 2013

## História da parada em 2013
Todos os dados foram retirados da parada fornecida pela ABPD e Nielsen para o Portal Sucesso durante o período de 2013.
| Data            | Álbum                                         | Artista(s)               |
| --------------- | --------------------------------------------- | ------------------------ |
| 5 de janeiro    | Ágape Amor Divino                             | Padre Marcelo Rossi      |
| 12 de janeiro   | Ágape Amor Divino                             | Padre Marcelo Rossi      |
| 19 de janeiro   | Ágape Amor Divino                             | Padre Marcelo Rossi      |
| 26 de janeiro   | Ágape Amor Divino                             | Padre Marcelo Rossi      |
| 2 de fevereiro  | Sambas de Enredo 2013                         | Vários Artistas          |
| 3 de fevereiro  | Believe Acoustic                              | Justin Bieber            |
| 9 de fevereiro  | Sambas de Enredo 2013                         | Vários Artistas          |
| 16 de fevereiro | Sambas de Enredo 2013                         | Vários Artistas          |
| 23 de fevereiro | Sambas de Enredo 2013                         | Vários Artistas          |
| 9 de março      | Sambas de Enredo 2013                         | Vários Artistas          |
| 10 de março     | Trilha Sonora de Carrossel - Volume 2         | Vários Artistas          |
| 16 de março     | Believe Acoustic                              | Justin Bieber            |
| 23 de março     | Believe Acoustic                              | Justin Bieber            |
| 30 de março     | Believe Acoustic                              | Justin Bieber            |
| 31 de março     | Trilha Sonora de Salve Jorge - Nacional       | Vários Artistas          |
| 6 de abril      | Trilha Sonora de Carrossel - Volume 2         | Vários Artistas          |
| 13 de abril     | Trilha Sonora de Carrossel - Volume 2         | Vários Artistas          |
| 20 de abril     | Trilha Sonora de Carrossel - Volume 2         | Vários Artistas          |
| 21 de abril     | Trilha Sonora de Salve Jorge - Nacional       | Vários Artistas          |
| 27 de abril     | Trilha Sonora de Carrossel - Volume 2         | Vários Artistas          |
| 4 de maio       | Trilha Sonora de Salve Jorge - Nacional       | Vários Artistas          |
| 5 de maio       | 30 Anos - Vida que Segue                      | Zeca Pagodinho           |
| 11 de maio      | Trilha Sonora de Salve Jorge - Nacional       | Vários Artistas          |
| 18 de maio      | Trilha Sonora de Salve Jorge - Internacional  | Vários Artistas          |
| 25 de maio      | Trilha Sonora de Salve Jorge - Internacional  | Vários Artistas          |
| 8 de junho      | Trilha Sonora de Salve Jorge - Internacional  | Vários Artistas          |
| 15 de junho     | 30 Anos - Vida que Segue                      | Zeca Pagodinho           |
| 22 de junho     | 30 Anos - Vida que Segue                      | Zeca Pagodinho           |
| 29 de junho     | 30 Anos - Vida que Segue                      | Zeca Pagodinho           |
| 30 de junho     | Trilha Sonora de Carrossel - Volume 3 (Remix) | Vários Artistas          |
| 6 de julho      | 30 Anos - Vida que Segue                      | Zeca Pagodinho           |
| 13 de julho     | 30 Anos - Vida que Segue                      | Zeca Pagodinho           |
| 14 de julho     | No Coração da Jornada                         | Vários Artistas          |
| 27 de julho     | No Coração da Jornada                         | Vários Artistas          |
| 28 de julho     | Anitta                                        | Anitta                   |
| 4 de agosto     | Anitta                                        | Anitta                   |
| 10 de julho     | No Coração da Jornada                         | Vários Artistas          |
| 17 de julho     | No Coração da Jornada                         | Vários Artistas          |
| 18 de agosto    | Anitta                                        | Anitta                   |
| 24 de agosto    | Anitta                                        | Anitta                   |
| 31 de agosto    | Anitta                                        | Anitta                   |
| 1 de setembro   | Anitta                                        | Anitta                   |
| 7 de setembro   | Anitta                                        | Anitta                   |
| 14 de setembro  | Anitta                                        | Anitta                   |
| 21 de setembro  | Anitta                                        | Anitta                   |
| 22 de setembro  | Trilha Sonora de Chiquititas                  | Chiquititas              |
| 29 de setembro  | Trilha Sonora de Chiquititas                  | Chiquititas              |
| 5 de outubro    | Anitta                                        | Anitta                   |
| 6 de outubro    | Trilha Sonora de Chiquititas                  | Chiquititas              |
| 12 de outubro   | Trilha Sonora de Chiquititas                  | Chiquititas              |
| 19 de outubro   | Trilha Sonora de Chiquititas                  | Chiquititas              |
| 26 de outubro   | Trilha Sonora de Chiquititas                  | Chiquititas              |
| 2 de novembro   | Trilha Sonora de Chiquititas                  | Chiquititas              |
| 3 de novembro   | O Nosso Tempo É Hoje                          | Luan Santana             |
| 9 de novembro   | Trilha Sonora de Chiquititas                  | Chiquititas              |
| 16 de novembro  | Trilha Sonora de Chiquititas                  | Chiquititas              |
| 17 de novembro  | Faça-me Crer                                  | Padre Reginaldo Manzotti |
| 23 de novembro  | Faça-me Crer                                  | Padre Reginaldo Manzotti |
| 30 de novembro  | O Nosso Tempo É Hoje                          | Luan Santana             |
| 1 de dezembro   | Natal em Família                              | Vários Artistas          |
| 7 de dezembro   | O Nosso Tempo É Hoje                          | Luan Santana             |
| 14 de dezembro  | Faça-me Crer                                  | Padre Reginaldo Manzotti |
| 21 de dezembro  | Natal em Família                              | Vários Artistas          |
| 28 de dezembro  | Natal em Família                              | Vários Artistas          |